# Cariocecus
Cariocecus Dios de la guerra en el panteón lusitano. 
Estrabón no lo menciona, pero sí señala que los lusitanos realizaban sacrificios humanos a sus dioses y examinaban las entrañas y las venas de los sujetos sacrificados. También practicaban la adivinación a través de los órganos vitales de las víctimas humanas, muchas veces prisioneros de guerra que eran enterrados después de que el adivino les amputara sus órganos vitales.
Los lusitanos también cortaban la mano derecha de sus prisioneros y se la ofrecían a los dioses. Los lusitanos ofrecían al dios cabras, caballos y prisioneros de guerra, junto con hecatombes al estilo griego.